# Moritz Pasch

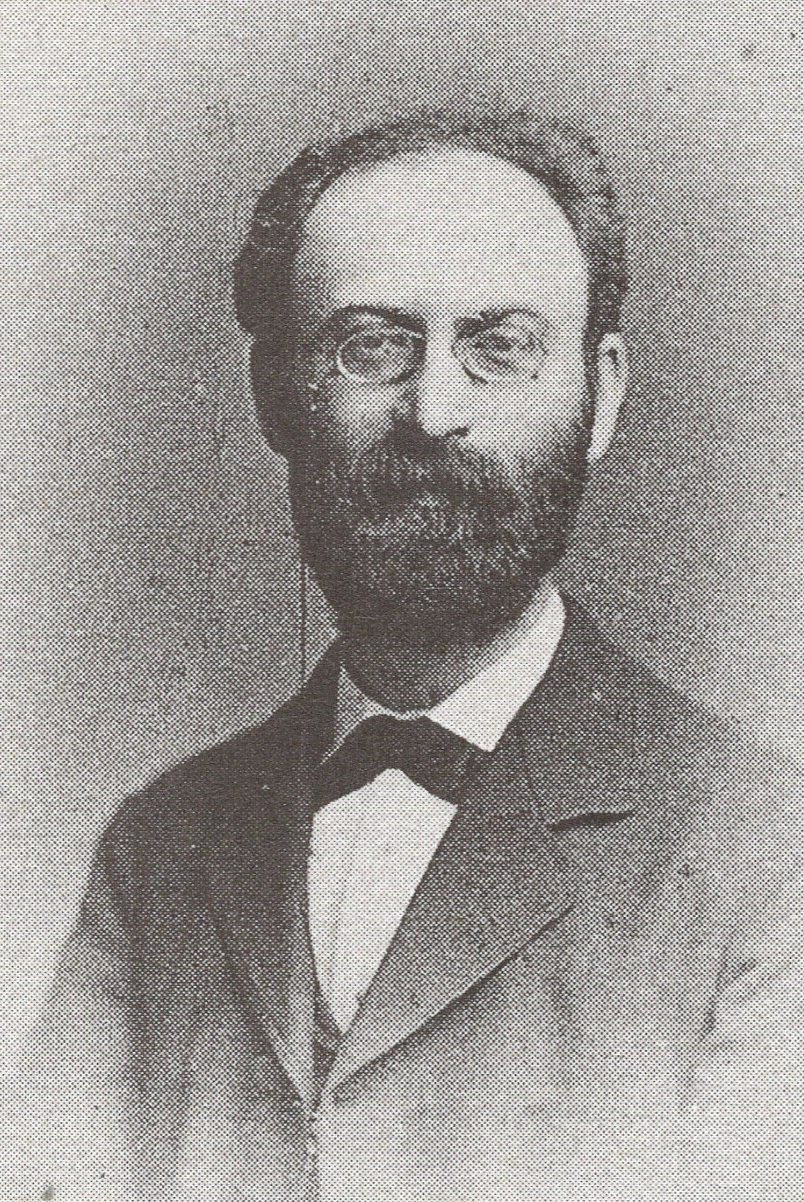
Moritz Pasch

Moritz Pasch (Breslau, Duitsland (thans Wrocław, Polen), 8 november 1843 - Bad Homburg, 20 september 1930) was een Duits wiskundige, die gespecialiseerd was in de grondslagen van de meetkunde. Hij voltooide op 22-jarige leeftijd zijn doctoraat aan de Universiteit van Breslau. Daarna doceerde hij aan de Universiteit van Giessen, waar hij 30 doctoraten begeleidde.
Hij expliciteerde een aantal impliciete veronderstellingen gemaakt door Euclides van Alexandrië, die niemand eerder waren opgevallen. 